# Andreas Pettersson (gitarrist)
Johan Isak Andreas Pettersson, född 18 juni 1964 i Visby, är en svensk jazzgitarrist och kompositör. 

## Biografi
Andreas Pettersson föddes i Visby men flyttade som fyraåring med föräldrarna till Umeå där han växte upp. Under skoltiden började han spela rockmusik på gitarr; Jimi Hendrix var den stora idolen. Men snart blev bekant med John McLaughlins musik, vilket blev en vändpunkt. På tidigt 1980-tal kom Pettersson att upptäcka be-bop och köpte sina första renodlade jazzplattor, framför allt med gitarristen Jimmy Raney. Trombonisten Lars Lystedt fick upp ögonen för Pettersson och tog med honom i Lars Lystedt Quintet där han stannade i närmare tio år.
1989 blev Pettersson professionell musiker genom en heltidsanställning hos Visby Big Band. Bland annat var Pettersson solist på albumet Visby Big Band & Putte Wickman Fine Together (Dragon). Under storbandsåren inledde Putte Wickman och Pettersson ett långvarigt samarbete. Då kom också Petterssons första album som bandledare: The Andreas Pettersson Trio & Putte Wickman Live in Finland (Dragon). Därefter kom han att spela med många av de stora namnen inom jazzen, exempelvis Toots Thielemans, John Fedchock, Viktoria Tolstoy, Jan Lundgren, Svante Thuresson, Ulf Johansson Werre, Gustavo Bergalli, Claes Janson, Joe Sample, Arne Domnérus, Bernt Rosengren, Pete Christlieb, Hector Parlan och Kjell Öhman.
I mitten av 1990-talet flyttade Pettersson till Stockholm och bildade Andreas Pettersson Band och i februari 2000 en kvartett. Albumet Duke with a Gibson slog även i USA och ledde till en turné i Kalifornien 2001. På senare år har han spelat med trumslagaren Ed Thigpen och den danske basisten Mads Vinding, pianisten Daniel Karlsson och inte minst med saxofonisten Ernie Watts.
Andreas Pettersson är far till Molly Pettersson Hammar.

## Priser och utmärkelser
- 1998 – Guldäpplet, Umeå Folkets Hus Kulturpris[2]
- 2015 – Lars Gullin-priset[3]

## Diskografi
- 1993 – Live in Finland med Andreas Pettersson Trio & Putte Wickman (Dragon)
- 1995 – Joyrider (Sittel)
- 1998 – Cookie & The Hawk (Sittel)
- 1999 – Duke with a Gibson (Sittel)
- 2001 – Getting Close to You (Sittel)
- 2002 – At the Baked Potato (Sittel)
- 2005 – Gullin on Guitar (Sonet)
- 2007 – Gershwin on Guitar (Emarcy)
- 2015 – Pink Panther on Guitar (Riverside)
- 2017 – Lau Backar : Gotland on Guitar (Do Music Racords)